# 円測
円測（えんじき、圓測、朝鮮語: 원측、613年 - 696年）は、新羅出身の法相宗学僧。新羅王の孫とも伝えられる。唐に入り法常・僧弁に唯識を学び、645年の玄奘帰唐後はその門下として経典の翻訳・注釈に従事し、長安西明寺に住した。そのため西明円測と称され、彼の門下は西明寺派と呼ばれた。
『宋高僧伝』巻四によれば、彼の学説は窺基門下の慈恩寺派と対立し、破門、排斥、誹謗されたとされる。また、玄奘が窺基に『成唯識論』を講じた際に、門番に賄賂を渡して講義を盗聴したという記事もある。これは古くから異系唯識学者としての円測像を伝える伝記として知られてきた。

## 著作
- 『解深密経疏』10巻（第10巻欠）
- 『仁王経疏』6巻
- 『般若心経賛』1巻

## 参考資料
現存する伝記資料としては下記の5種がある。
- 崔致遠（858年‐?）『故翻経証義大徳円測和尚諱日文』
- 賛寧（919年‐1001年）『宋高僧伝』巻四 唐京師西明寺圓測傳 薄塵靈辯 [1]
- 宋復（?‐1115年‐?）『大周西明寺故大德圓測法師佛舍利塔銘並序』（卍續藏 150.181下）
- 一然（1206‐1289年）『三国遺事』巻十二（孝昭王代・竹旨郎条、大正蔵 49.0973b22～0974a03）
- 釈曇噩（1285‐1373年、元末臨済宗僧）『六学僧伝』巻二十三（卍續藏 123.839上）

## 注・出典
1. 1 2   中国語版ウィキソースに本記事に関連した原文があります：宋高僧傳/04 1.5 唐京師西明寺圓測傳〈（薄塵靈辯）〉